# Kopydłów
Kopydłów – wieś w Polsce, położona w województwie łódzkim, w powiecie wieluńskim, w gminie Biała.
W latach 1975–1998 wieś administracyjnie należała do województwa sieradzkiego.

## Historia
Wieś wzmiankowana w 1595 roku, początkowo nazywała się Nabwisdorf (założycielami byli prawdopodobnie niemieccy osadnicy). Od 1409 istniała pod nazwą Kopidlow. W 1337 roku mieszkało we wsi 143 osób w 17 domach, w 1883 mieszkańców było 254, a domów 22.

## Czasy obecne
Miejscowość była pierwowzorem fikcyjnego Kopydłowa, gdzie toczyła się akcja telewizyjnego programu rozrywkowego "Spotkanie z Balladą".
W Kopydłowie urodził się Leszek Benke, aktor.  Urodził się tam także piłkarz Kacper Panek. 